# 439 př. n. l.

## Hlava státu
- Perská říše – Artaxerxés I.  (465 – 424 př. n. l.)
- Egypt – Artaxerxés I.  (465 – 424 př. n. l.)
- Sparta – Pleistonax  (458 – 409 př. n. l.) a Archidámos II.  (469 – 427 př. n. l.)
- Athény – Morychides  (440 – 439 př. n. l.) » Glaucinus  (439 – 438 př. n. l.)
- Makedonie – Perdikkás II.  (448 – 413 př. n. l.)
- Epirus – Admetus  (470 – 430 př. n. l.)
- Odryská Thrácie – Sparatocos  (450 – 431 př. n. l.)
- Římská republika – konzulé Agrippa Menenius Lanatus a T. Quinctius Capitolinus Barbatus  (439 př. n. l.)
- Kartágo – Hannibal Mago  (440 – 406 př. n. l.)